# Hervé Pi i Albertí
Hervé Pi i Albertí   (Cotlliure) és un llibreter i activista catalanista nord-català. És fundador del grup de diables “Diables i Bruixes del Riberal” i de la “Colla d'en Trinxeria” (el Ball d'en Serrallonga).
És un dels membres fundadors i secretari de l'entitat cultural Aire Nou de Bao i alhora el cap de colla dels Castellers del Riberal, vicepresident de la Federació per a la Defensa de la Llengua i de la Cultura Catalanes. Va ser un dels impulsors de la campanya en favor de la recepció dels canals catalans de la TDT a la Catalunya del Nord. Com a president de la plataforma Catalunya Nord per la Independència, entitat adherida a l'Assemblea Nacional Catalana. Al costat de Carme Forcadell formà part de la delegació que va anar al Parlament de Catalunya durant la Manifestació "Catalunya, nou Estat d'Europa". Junt amb l'Associació Alt Empordà per la independència van organitzar el 30 de juny del 2012 l'acció transfronterer «Esborrem la Frontera» a La Jonquera a la qual van mobilitzar més de 1200 persones. Va ser un dels promotors del lipdub per a la llengua catalana el 31 de març del 2012 a Perpinyà.